# Селезнёва, Анна (модель)
Анна Селезнёва (род. 29 июля 1990 , Москва, Российская Федерация) — российская топ-модель. Согласно русскому изданию Vogue, Селезнёва – любимица самых влиятельных в мире фотографов моды, таких как Марио Тестино, Стивен Майзель и Питер Линдберг.

## Биография
Анна Селезнёва родилась в Москве 29 июля 1990 года в семье, мать армянка и русский отец. Её мать – преподаватель русского языка. По окончании средней школы, она поступила в Московский институт психоанализа, на факультет психологии.

## Карьера
В 2007 году, когда Селезнёва была студенткой первого курса, в московском McDonald's её увидел агент из Best Model Group и предложил попробовать себя в роли модели. «Ко мне подошёл молодой человек»,– рассказала Селезнёва американскому New York Magazine, – «и сказал: „Ты такая красивая, ты бы не хотела стать моделью?“»  Предложение агента оказалось серьёзным, и Селезнёва согласилась, а уже через 2 месяца получила первую работу в Париже.  После того, как новую девушку заметили на показах Celine и Dries Van Noten, она в одночасье стала пользоваться популярностью.
В 2008 - 2011 годах последовали многочисленные обложки самых престижных журналов моды, таких как итальянский, французский и русский Vogue, а также Tatler, i-D, V и других. Фотографам и редакторам моды понравились её высокие скулы, раскосые глаза и длинные ноги, а кроме того – умение перевоплощаться то во взрослую femme fatale, то в невинную девочку с распахнутыми ресницами.
Несмотря на то, что модельный стаж Селезнёвой недолог, у неё на счету такое количество съемок и показов, похвастаться каким может далеко не каждый. Она принимала участие в рекламных кампаниях  Guerlain,  Calvin Klein, Yves Saint Laurent, Emporio Armani, Ralph Lauren, Versace  и Вера Вонг. Ходила по подиуму на показах лучших Домов моды – Chanel, Jean Paul Gaultier, Lanvin, Dior, Louis Vuitton, Valentino и многих других.
Согласно русскому Vogue, «первое время Анну периодически сравнивали с Кейт Мосс – из-за в чем-то схожего типажа, но сейчас её уже воспринимают как абсолютно самодостаточную модель, которая не нуждается ни в каких сравнениях – потому что она красива и талантлива сама по себе, а совсем не как чья-то копия».
Согласно французскому Vogue,  в 2009 году Селезнёва входила в топ-30 самых востребованных моделей мира первой декады второго миллениума.  В рейтинг мировых топ-моделей влиятельного американского веб-сайта модельной индустрии, Models.com, на май 2013 года она входила под номером 36, однако больше не числится в этом рейтинге начиная с сентября 2013 года.